# Lista lokomotyw spalinowych eksploatowanych w Polsce

## Lokomotywy normalnotorowe i szerokotorowe
| Seria        | Typ               | Układ osi | Producent                                      | Lata budowy | Liczba | Zdjęcie | Użytkownik |
| ------------ | ----------------- | --------- | ---------------------------------------------- | ----------- | ------ | ------- | --- |
| T458         |                   | Bo'Bo'    | ČKD Praha                                      | 1971        | 3      |         | Naftobaza |
| SM03         | 2D                | B         | Fablok Zastal                                  | 1959–1969   | 273    |         | PKP Cargo Polregio prywatni przewoźnicy i zakłady przemysłowe                                                                                 |
| SM04         | Ls180 409Da       | B         | Zastal Mystal ZNTK Oleśnica                    | 1972–1995   | ?      |         | Polregio Wojsko Polskie prywatni przewoźnicy i zakłady przemysłowe                                                                            |
| SM30         | Ls300 1D          | Bo'Bo'    | Fablok                                         | 1957-1970   | 303    |         | PKP Cargo Lokomotiv ZPNTMiU Tabor Wojsko Polskie prywatni przewoźnicy i zakłady przemysłowe                                                   |
| SM31         | Ls1200 411D 411Da | Co'Co'    | Fablok                                         | 1976–1985   | 188    |         | PKP Cargo prywatni przewoźnicy |
| SM32         | 401Da             | C         | Fablok                                         | 1968-1978   | 501    |         | PKP LHS Koleje Mazowieckie Newag Lokomotiv ZPNTMiU Tabor prywatni przewoźnicy i zakłady przemysłowe                                           |
| ST40s        | 311D              | Co'Co'    | Newag                                          | 2007–2018   | 48     |         | PKP LHS Akiem prywatni przewoźnicy |
| SM42         | Ls800             | Bo'Bo'    | Fablok                                         | 1964–1993   | 2131   |         | PKP Cargo PKP Intercity CTL Logistics prywatni przewoźnicy i zakłady przemysłowe                                                              |
| SU42         | 101D              | Bo'Bo'    | ZNTK                                           | 1999–2000   | 40     |         | Polregio prywatni przewoźnicy |
| SU4210       | 6Dl               | Bo'Bo'    | Newag                                          | 2014–2015   | 10     |         | PKP Intercity |
| SU4220       | 6D                | Bo'Bo'    | HCP Poznań                                     | 2022        | 13     |         | PKP Intercity |
| ST43         | 060DA             | Co'Co'    | Electroputere                                  | 1965–1978   | 463    |         | prywatni przewoźnicy |
| ST44         | M62               | Co'Co'    | Luhanskteplovoz                                | 1965–1988   | 1190   |         | PKP Cargo PKP LHS prywatni przewoźnicy |
| SU45         | 301Db             | Co'Co'    | ZNTK                                           | 1987–1998   | 192    |         | SKPL Cargo prywatni przewoźnicy |
| ST45         | 301Dd             | Co'Co'    | Pesa                                           | 2009–2012   | 19     |         | PKP Cargo |
| SU46         | 303D              | Co'Co'    | HCP                                            | 1974–1985   | 54     |         | PKP Cargo |
| ST46         | 303Da             | Co'Co'    | Pesa                                           | 2011        | 1      |         | PKP Cargo |
| SM48         | TEM2 TEM2B        | Co'Co'    | zakłady maszynowe w Briańsku i Luhanskteplovoz | 1967–1989   | 430    |         | PKP Cargo PKP LHS prywatni przewoźnicy |
| ST48         | 15D               | Co'Co'    | Newag                                          | od 2010     | 108    |         | PKP Cargo Orlen KolTrans Lubelski Węgiel Bogdanka Rail Polonia PKP LHS Zakład Inżynierii w Sandomierzu PKP Cargo Service prywatni przewoźnicy |
|              | 16D               | Co'Co'    | Newag                                          | od 2010     | 9      |         | PKP LHS PUK Kolprem |
|              | 19D               | Co'Co'    | Pesa                                           | 2017        | 1      |         | Pesa prywatni przewoźnicy |
| T448p        | T448.05           | Bo'Bo'    | ČKD                                            | 1976–1989   | 161    |         | DB Cargo Polska Orlen KolTrans Pol-Miedź Trans prywatni przewoźnicy i zakłady przemysłowe                                                     |
| S200         | T669              | Co'Co'    | ČKD                                            | 1966–1990   | 143    |         | PUK Kolprem prywatni przewoźnicy |
| Ls1000       | 6Dd               | Bo'Bo'    | PTKiGK Rybnik                                  | 1997-2002   | 2      |         | PTKiGK Rybnik |
| SM42-2000    | 6Dc               | Bo'Bo'    | ZNTK Piła                                      | 1995        | 1      |         | PKP PKP Cargo |
| SM60 794     | EffiShunter 300   | B         | CZ Loko                                        | 2019–2023   | 11     |         | PKP Intercity Metro Warszawskie |
| 797          |                   | B         | CZ Loko                                        | 2008–2011   | 2      |         | Metro Warszawskie |
| 264          | Maxima 40CC       | C'C'      | Voith Turbo                                    | 2006–2010   | 6      |         | Rail STM |
| Baureihe 285 | F 140 DE          | Bo'Bo'    | Bombardier Transportation                      | 2011        | 10     |         | Lotos Kolej |
| Class 66     | JT42CWRM          | Co'Co'    | Electro-Motive Diesel                          | 1998–2015   | 44     |         | Freightliner PL prywatni przewoźnicy |
|              | 6Dh-1             | Bo'Bo'    | ZPNTMiU Tabor Dębica                           | od 2016     | 20     |         | Tabor Dębica ZUE prywatni przewoźnicy |
|              | 6Dm               | Bo'Bo'    | Orion Kolej                                    | 2015        | 1      |         | Orion Kolej |
| BR231        | TE109             | Co'Co'    | Luhanskteplovoz                                | 1974        | 9      |         | prywatni przewoźnicy |
| BR232        | TE109             | Co'Co'    | Luhanskteplovoz                                | 1973–1978   | 80     |         | prywatni przewoźnicy |
| BR233        | TE109             | Co’Co’    | Caterpillar                                    | 2001–2003   | 12     |         | Wagon-Rent Mirosław Maszoński - Sulęcin Bartex JSW Logistics                                                                                  |
| 753          | T 478,3           | Bo'Bo'    | ČKD                                            | 1968–1977   | 3      |         | CD Cargo Poland: 3 |
| 754          | T 478,4           | Bo'Bo'    | ČKD                                            | 1975–1980   | 7      |         | PKP Intercity: 5 |
| LM-400.00    | LM-400.00         | Bo        | Zakład Pojazdów Szynowych                      | 2012        | 1      |         | Metro Warszawskie |
| SU160        | 111Db             | Bo'Bo'    | Pesa                                           | 2014–2015   | 11     |         | PKP Intercity Pesa |

## Wycofane z eksploatacji
| Seria | Typ         | Układ osi | Producent                                       | Lata budowy | Zakończenie eksploatacji | Liczba | Zdjęcie | Użytkownik                    |
| ----- | ----------- | --------- | ----------------------------------------------- | ----------- | ------------------------ | ------ | ------- | ----------------------------- |
|       | 410D        | B         | Zastal                                          | 1973–1975   | lata 90-te               | 51     |         | Zakłady przemysłowe           |
| SM15  | Ls750H 12D  | Bo'Bo'    | Fablok                                          | 1963–1967   | lata 80-te               | 57     |         | PKP zakłady przemysłowe       |
| SM25  | Ls350 9D    |           | Fablok                                          | 1961–1963   | 1975                     | 3      |         | PKP zakłady przemysłowe       |
| SP30  | Ls300 1D    | Bo'Bo'    | ZNTK                                            | 1974–1978   | 2000                     | 108    |         | PKP                           |
| SM31  | Ls350E 401D | C         | Fablok                                          | 1966        | połowa lat 70.           | 1      |         | PKP                           |
| SP32  | LDE1300     | Bo'Bo'    | FAUR                                            | 1985–1991   | 2017                     | 150    |         | PKP Cargo Przewozy Regionalne |
| SM40  | DVM 2       | Bo'Bo'    | Ganz-MÁVAG                                      | 1958        | 1992                     | 10     |         | PKP                           |
| SM41  | DVM 2-2     | Bo'Bo'    | Ganz-MÁVAG                                      | 1971        | 2000                     | 364    |         | PKP                           |
| SP42  | Ls800       | Bo'Bo'    | Fablok                                          | 1970–1978   | 2008                     | 268    |         | PKP Cargo                     |
| SU42  | 101D        | Bo'Bo'    | ZNTK                                            | 1975–1977   | 1999                     | 30     |         | PKP                           |
| SP45  | 301D        | Co'Co'    | HCP                                             | 1967–1976   | 1999                     | 267    |         | PKP                           |
| SP47  | 302D        | Co'Co'    | HCP                                             | 1975–1977   | 1998                     | 2      |         | PKP                           |
| T419p | T419.15     | Bo'Bo'    | ČKD                                             | 1989        | 2009                     | 1      |         | PTKiGK Rybnik                 |
| TEM18 |             | Co'Co'    | Brianskij Maszinostro-itielnyj Zawod w Briańsku | 2006        | 2015                     | 1      |         | Euroterminal Sławków          |

## Nieeksploatowane prototypy
| Seria | Typ     | Układ osi | Producent | Lata budowy | Zakończenie eksploatacji | Liczba | Zdjęcie | Użytkownik |
| ----- | ------- | --------- | --------- | ----------- | ------------------------ | ------ | ------- | ---------- |
| SP49  | LDE1300 | Bo'Bo'    | FAUR      | 1985        | 1985                     | 2      |         | PKP        |

## Lokomotywy wąskotorowe
| Typ           | Seria PKP | Układ osi | Moc      | Producent        | Lata budowy  | Liczba          | Lata eksploatacji | Prześwity torów                 | Zdjęcie |
| ------------- | --------- | --------- | -------- | ---------------- | ------------ | --------------- | ----------------- | ------------------------------- | ------- |
| WLs40 WLs50   | Ld1       | B         | 40/50 KM | ZNTK Poznań      | 1952-1975    | 1956 (PKP: 20)  | 1952-             | 600 mm                          |         |
| WLs75         | –         | B         | 75 KM    | ZNTK Poznań      | 1965-1975    | 86              | 1963-             | 750 mm, 785 mm                  |         |
| WLp50         | –         | B         | 78 KM    | ZNTS/MWM Brzesko | 1988-do dziś | 37 (na 2004 r.) | 1988-             | 600 mm, 750 mm, 785 mm 900 mm   |         |
| V10C          | –         | C         | 102 KM   | LKM, Babelsberg  | 1959-1975    | 31              | 1967-             | 600 mm, 640 mm                  |         |
| WLs150        | Lyd1      | C         | 150 KM   | Fablok           | 1960-1968    | 144 (PKP: 29)   | 1966-             | 750 mm, 785 mm, 900 mm          |         |
| WLs180 (803D) | Lyd1      | C         | 180 KM   | Zastal           | 1969-1972    | 47 (PKP: 6)     | 1969-             | 750 mm, 785 mm, 900 mm          |         |
| L30H          | Lyd2      | C         | 300 KM   | FAUR             | 1977-1982    | 75 (PKP: 24)    | 1977-             | 600 mm, 750 mm, 785 mm, 1000 mm |         |